# Palmarès del Club Atlético San Lorenzo de Almagro
Il Club Atlético San Lorenzo de Almagro, meglio noto come San Lorenzo, è una società polisportiva argentina del quartiere Boedo di Buenos Aires, nota principalmente per la sua squadra di calcio. È una delle "cinque grandi" squadre argentine, assieme a Boca Juniors, River Plate, Racing Club ed Independiente.

## Competizioni nazionali
- Campionato argentino: 15

1923, 1924, 1927, 1933, 1936 (Copa de Honor), 1946, 1959, 1968 Metropolitano, 1972 Metropolitano, 1972 Nacional, 1974 Nacional, Clausura 1995, Clausura 2001, Clausura 2007, Inicial 2013
- Segunda División: 1

1914
- Primera B Nacional: 1

1982
- Primera División C: 1

1914
- Supercopa Argentina: 1

2015
- Copa de la República: 1

1943

## Competizioni internazionali
- Coppa Libertadores: 1

2014
- Coppa Sudamericana: 1

2002
- Coppa Mercosur: 1 (record condiviso con Flamengo, Vasco da Gama e Palmeiras)

2001
- Copa Aldao: 1

1927
- Copa Campeonato del Río de la Plata: 1

1923

## Altri piazzamenti
- Campionato argentino:

Secondo posto: 1925 (AAm), 1926 (AAm), 1931, 1936, 1941, 1942, 1958, 1961, Nacional 1969, Nacional 1971, Metropolitano 1983, 1987-1988, Clausura 1991, Apertura 1994, 2015, 2016
Terzo posto: 1920 (AAm), 1922 (AAm), 1934, 1935, 1938, 1943, 1957, Metropolitano 1973, Nacional 1973, Metropolitano 1975, Apertura 1991, Apertura 1992, Clausura 1999, Apertura 2003, Apertura 2008, 2017-2018, 2023
Semifinalista: Apertura 2025
- Copa Argentina:

Finalista: 1970-1971, 2012-2013
Semifinalista: 2023
- Copa de Competencia Liga Argentina:

Finalista: 1933
- Copa de Competencia Británica George VI:

Finalista: 1946
- Copa Estímulo:

Semifinalista: 1929
- Coppa Libertadores:

Semifinalista: 1960, 1973, 1988
- Coppa Sudamericana:

Semifinalista: 2016
- Coppa CONMEBOL:

Semifinalista: 1993
- Coppa Mercosur:

Semifinalista: 1998, 1999
- Recopa Sudamericana:

Finalista: 2003, 2015
- Copa de Confraternidad Escobar - Gerona:

Finalista: 1942
- Coppa del mondo per club FIFA:

Finalista: 2014